# Gisèle Lelouis
Gisèle Lelouis, née le 10 mars 1952 à Paris, est une femme politique française.
Membre du Rassemblement national depuis 2009, elle est élue députée dans la 3e circonscription des Bouches-du-Rhône lors des élections législatives de 2022. Elle siège au sein du groupe RN et est membre de la commission des Lois de l'Assemblée nationale.
Elle est également conseillère municipale d'opposition à Marseille depuis 2014, réélue en 2020 dans le VIIe secteur.

## Biographie
Gisèle Lelouis grandit en banlieue parisienne, d'abord à Romainville puis à Sarcelles. 
Ingénieure en électronique, elle travaille pour l'armée et pour des constructeurs d'avions avant de partir en Charente-Maritime « pour suivre [son] mari et élever [ses] enfants ». Durant cette période elle a notamment fait les vendanges et a travaillé en tant qu'ostréicultrice.
Elle rejoint Marseille après son divorce en 1995, où elle devient vendeuse en boulangerie. Elle est aujourd'hui grand-mère de douze petits-enfants.

## Vie politique
Électrice du Front national depuis sa création et membre du parti depuis 2009, elle est élue conseillère municipale des 13e et 14e arrondissements de Marseille (VIIe secteur) en 2014 et réélue en 2020,. 
Au conseil métropolitain, elle siège à la commission Transition écologique et énergétique, cycle de l'eau, mer et littoral. 
En 2021, elle est candidate au conseil départemental des Bouches-du-Rhône dans le canton de Marseille-5. Son binôme se place en tête au premier tour mais est battu au second.
Le départ de Stéphane Ravier du RN a entraîné la mise à l’écart de Sandrine D'Angio, sa nièce et ex-maire du secteur, à qui l’investiture RN semblait promise dans cette troisième circonscription des Bouches-du-Rhône. Gisèle Lelouis est investie à sa place aux élections législatives de 2022 et est élue députée à l'Assemblée nationale face à un candidat de La France insoumise (NUPES) en recueillant 54,96 % des voix au second tour, alors que le Rassemblement national remporte six des seize circonscriptions du département. Elle succède à Alexandra Louis d'Agir, candidate à un second mandat mais éliminée dès le premier tour.
Elle est réélue lors des élections législatives de 2024.